# Microrhopala xerene
Microrhopala xerene är en skalbaggsart som först beskrevs av Newman 1838.  Microrhopala xerene ingår i släktet Microrhopala och familjen bladbaggar. Inga underarter finns listade i Catalogue of Life.